# Alexander Nagy

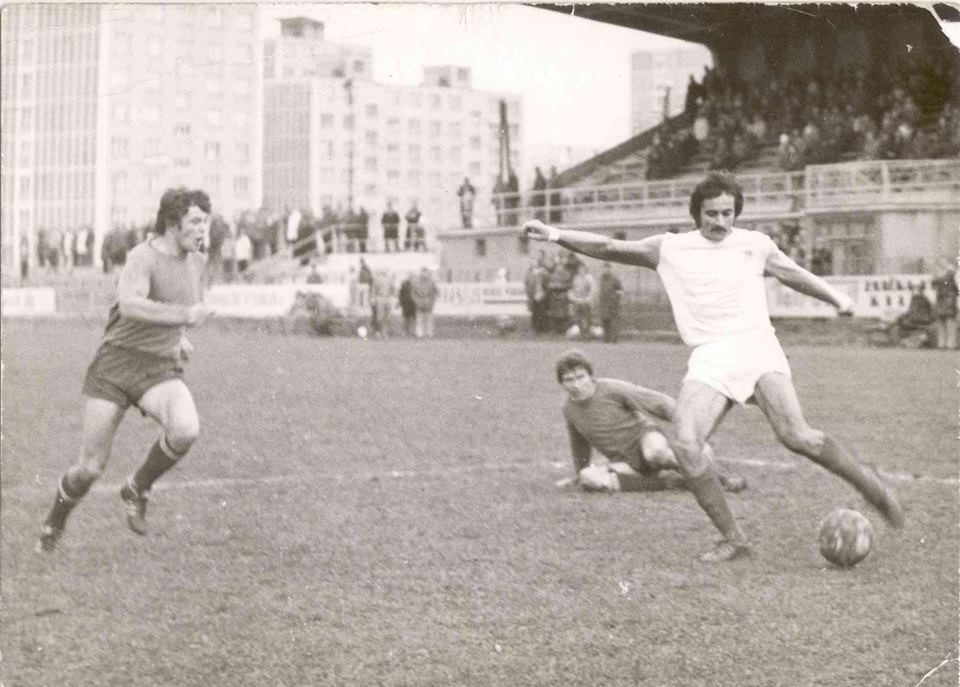
A.Nagy

Alexander Nagy (10. února 1944 Hajnáčka – 12. dubna 2010 Spišská Nová Ves) byl slovenský fotbalista, útočník, reprezentant Československa a trenér.

## Fotbalová kariéra
Za československou reprezentaci odehrál roku 1970 dvě utkání. V československé lize nastoupil ve 112 utkáních a vstřelil 27 branek. Hrál za Slovan Nitra (1961–1962), Jednotu Trenčín (1968–1972) a Lokomotívu Košice (1972–1973). V lednu 1974 odešel do LB Spišská Nová Ves.

## Ligová bilance
| Ročník                                     | Zápasy | Góly | Klub              |
| ------------------------------------------ | ------ | ---- | ----------------- |
| 1. československá fotbalová liga 1961/1962 | 4      | 0    | Slovan Nitra      |
| 1. československá fotbalová liga 1968/1969 | 26     | 7    | Jednota Trenčín   |
| 1. československá fotbalová liga 1969/1970 | 29     | 9    | Jednota Trenčín   |
| 1. československá fotbalová liga 1970/1971 | 19     | 8    | Jednota Trenčín   |
| 1. československá fotbalová liga 1971/1972 | 10     | 2    | Jednota Trenčín   |
| 1. československá fotbalová liga 1972/1973 | 16     | 1    | Lokomotiva Košice |
| 1. československá fotbalová liga 1973/1974 | 8      | 0    | Lokomotiva Košice |
| CELKEM 1. liga                             | 112    | 27   |                   |